# レニー・ディー

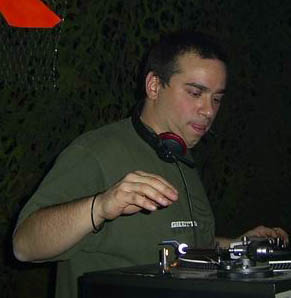
レニー・ディー（当時35歳） 2002年12月アウクスブルクにて

レニー・ディー(Lenny Dee)は、イタリア系アメリカ人のハードコアテクノのプロデューサー、およびDJである。また、先頭を切ってこのジャンルを開拓してきた人物である。本名はLeonardo DiDesiderio。

## 経歴

### 若き頃
1984年、17歳の頃に地元ニューヨーク・ブルックリンのローラー・ディスコでDJを始めた。その頃、ニューヨークのラジオ局KTUで流れていたトミー・ムスト(Tommy Musto)のラジオDJを聴くようになり、そこへ自作のDJミックステープを送り始める。
レニーがラジオへ送ったテープは好評となり、それが縁でトミーと親しくなる。これがきっかけで、トミーが当時活動していたユニット「ダイナミック・デュオ(Dynamic Duo)」のレコーディングに参加する事となり、1985年リリースのシングル"Knights Of The Turntables"でスクラッチを担当した。その後も、共同でFourth floor recordsから作品を次々とリリースし、イギリスでアンダーグラウンド・ヒットを得るようになる。
この頃、ラジオやディスコDJの縁で、後にレニーが設立するレコードレーベル「インダストリアル・ストレングス」からも作品を度々出すラルフ・ディー(Ralphie Dee)とも知り合う事になる。2人はこの先も長い付き合いとなり、English MuffinやMajor Problemsというユニットを組み、ハードコアテクノの作品をリリースしていた事もある。
1989年からは、フランキー・ボーンズ(Frankie Bones)との共同作業で作品をリリースするようになり、XLレコーディングからLooney Tunes名義でリリースした作品がイギリスのチャートで好成績を収めた。
既にこの時期には、単なるローカルなニューヨーカーDJの一人から、世界的なプロデューサー、およびDJとして知られるようになり、1990年代にはベスト・ワールドワイド・テクノDJ(Best Worldwide Techno DJ)や、DJオブ・ザ・イヤー(DJ of the Year)などに選出されるようになった。
その後、ニューヨークのInstitute of Audio Researchでレコーディング・エンジニアの学位を取得した後、個人的にファンであったナイル・ロジャースのスカイライン・スタジオへと移り、ここでアーサー・ベイカーとの共同作業も経験した。

### インダストリアル・ストレングス設立
1991年にレニ-は、ハードコアテクノのレーベルであるインダストリアル・ストレングスを立ち上げた。
この頃、レニーはギグを行うためにドイツへ行った折、後にハードコアテクノのアーティストで知られる事になる、マーク・アカーディペインと出会った。当時のマークは、1990年に自身のレーベルであるプラネットコア・プロダクションから"Mescalinium United"というハードコアテクノをリリースしていた。それに対してレニーも、次第に高速かつハードな曲調のテクノに傾斜している時期であった。レニーの曲を色々聴いていたと言うマーク側からの申し出により、インダストリアル・ストレングスのレーベル第一弾として、「Planet Core Productions Special Double AA Side」(IS001)がリリースされ、その中にはこの曲"Mescalinium United"が収録された。
その後も、このレーベルから精力的にハードコアテクノの作品をプロデュースしていった。レニー自身も、メイデイやラブパレードといった有名なパレードをはじめ、さまざまなパレードでもプレイを行った。
インダストリアル・ストレングスでリリースするようなハードコアテクノは、どちらかと言えばアメリカ本国よりも、ヨーロッパのほうで支持されており、アメリカでポピュラーとなっているダンスミュージックのスタイルには当てはまらない事をレニーは痛感した。リリースする曲が次第に多様化して、より複雑な方向へ進むにつれ、一層その傾向が顕著となっていった。
1997年の始めから1998年の終わりにかけては、ドイツでリリースされた「Magix Artist Pool - Lenny Dee」のサンプルCD-ROM宣伝のため、テレビ・コマーシャルへ出演した。その中ではスティーヴ・ギブス(Steve Gibbs)共に作成したハードコアテクノ/トランスコアの曲"Forgotten Moments"（1997年）を、クラブで黒人客達を前にしてDJプレイを行った。

### 活動休止を経て
1998年には、金銭的問題や音楽の方向性など様々な問題から各レーベルの運営が悪化し、長期間にわたり活動を休止した。一端はスーツを着た普通のビジネスマンに転身する事まで覚悟したという事だが、オーストラリアで現在レーベルの共同運営者であるJulie Separovicと出会った事で気を持ち直し、新たにヨーロッパで活動を再開するに至った。
しかし更に不幸な事は続いた。2001年9月11日に起きたアメリカ同時多発テロ事件の時には、レニーの住居がワールドトレードセンターから2ブロックしか離れていなかったために、致命的なまでに被害を受けた。また、今度は三週間後、新しく作ったレコーディングスタジオが火事になり、隣室へ暫定的に置いていた個人的な荷物が、レコードも含め大量に破損した。
そんな折、とあるギグでオランダのDJプロモ(DJ Promo)と出会い、「次のレニー・ディーのレコードは一体いつ出るんだい？」と聞かれ、最近の境遇を話した所、一緒に何かしてみようという事になり、DJプロモのスタジオへ赴く事になった。そこで共同作成されたのが2003年にリリースされた"I Called You"であった。この頃から、しばらく目立った活動が見られなかったレニーも、徐々に1990年前半の勢いを盛り返すようになった。

## 主要作品
関連した作品は多岐に渡るため、ここでは主要作品のみとする。

### 単独プロデュース作品
- Emotional Response （1996年, LD001）
- Forgotten Moments （1997年, LD003）
- Movin' On （2005年, YOLK18）

### 共同プロデュース作品
- Bamboo - Bam Boo （1987年, NCP187） トミー・ムストとの競作
- Fallout - The Morning After （1987年, FF887） トミー・ムストとの競作
- Lenny D & Tommy Musto - Everything Bamboo （1987年, MAGDT2） トミー・ムストとの競作
- J.U. Ice - It's Just A Groove (Soon As The Beats Felt) （1988年, FF1093） トミー・ムストとの競作
- Fallout - Do You Wanna Rock （1988年, FF1095） トミー・ムストとの競作
- Frankie Bones & Lenny Dee - Drumdrops Vol. 2 (Essential Break Beats & Loops) （1989年, DD2） フランキー・ボーンズとの競作
- Fallout - Altered States / The Morning After 1990 Remix （1990年, FF1114） トミー・ムストとの競作
- Looney Tunes - Looney Tunes II （1990年, NG050） フランキー・ボーンズとの競作
- Lenny Dee & Ralphie Dee - Mokum Traxxx （1993年, MOK14） ラルフ・ディーとの競作
- Fuckin Hostile - Fuckin Hostile （1993年, IS017） Sal Cとの競作
- Lenny Dee vs. DJ Paul - Round One （1994年, ROT033） DJポールとの競作
- Two Terrorists - Jurassick Terror E.P. （1994年, TT07） DJポールとの競作
- Leathernecks - Test Attack （1994年, KOTZ0） マーク・アカーディペインとの競作
- O.T.T. - Raw （1994年, IS022） Darrien Kellyとの競作
- Spontaneous Combustion （1994年, RB001） ロブ・ジーとの競作
- Lenny Dee vs. DJ Paul - Round 2 （1996年, ROT054） DJポールとの競作
- Leathernecks - Leathernecker EP （1997年, Leathernecks0） マーク・アカーディペインとの競作
- Fuckin Hostile - Fuckin Hostile (2002 Re-Issue) （2002年, IS017RP） Sal Cとの競作
- Delta 9 & Lenny Dee - Nobody Likes The Records That I Play （2005年, AWW2） デルタ9との競作

### Knight Phantom名義
- Knight Phantom EP （1992年, RSN31）
- Worldwide Terror E.P. （1993年, RSN48）

### The Brooklyn Boyz名義
- The Brooklyn Boyz EP （1997年, BBL006）

### The Original Gangsters Of Freestyle名義
- You Gotta Release (The Hoe) （1989年, FF1098）
- It's The Only Way / Techno Stratigo （1991年, BGP008）

### リミックス作品
- Anthony Acid - Rock And Boogie Down （1989年, BBR-500）
- シェイメン - Make It Mine （1990年, 046TP12）
- Ottawan - Hands Up (Give Me Your Heart) （1991年, NP50135）
- Soul Family Sensation - Perfect Life （1991年, 067TP12）
- Sven Väth - An Accident In Paradise (Remixes) （1993年, 4509 93987-0）
- オマー・サンタナ - Step The Fuc Back （1994年, H2O 04）
- Ramirez - Apocalixis (Remixes) （1994年, BZRK018）

### スクラッチのみ参加した作品
- Dynamic Duo - "Knights Of The Turntables" （1985年, TFW1016）
- KLF - "The White Room" （1991年, L30561）